# Exechia lucidula
Exechia lucidula är en tvåvingeart som först beskrevs av Zetterstedt 1838.  Exechia lucidula ingår i släktet Exechia och familjen svampmyggor. Arten är reproducerande i Sverige. Inga underarter finns listade i Catalogue of Life.